# Tour du Qatar féminin 2013
Le Tour du Qatar féminin 2013 est la cinquième édition du Tour du Qatar féminin. La compétition se déroule du 29 janvier au 1er février 2013. La course ouvre le calendrier international féminin UCI 2013.

## Les étapes
| #   | Date        | Parcours                             | km    | Vainqueur d'étape | Leader du général |
| --- | ----------- | ------------------------------------ | ----- | ----------------- | ----------------- |
| 1re | 29 janvier  | Museum of Islamic Art - Mesaieed     | 97    | Chloe Hosking     | Chloe Hosking     |
| 2e  | 30 janvier  | Camel Race Track - Al Khor Corniche  | 96    | Kirsten Wild      | Chloe Hosking     |
| 3e  | 31 janvier  | Al Thakhira - Madinat Al Shamal      | 112,5 | Kirsten Wild      | Kirsten Wild      |
| 4e  | 1er février | Sealine Beach Resort - Doha Corniche | 86,5  | Kirsten Wild      | Kirsten Wild      |

## Évolutions des classements
| Étape              | Vainqueur          | Classement général | Classement par points | Classement du meilleur jeune | Classement par équipes |
| ------------------ | ------------------ | ------------------ | --------------------- | ---------------------------- | ---------------------- |
| 1                  | Chloe Hosking      | Chloe Hosking      | Chloe Hosking         | Chloe Hosking                | Specialized-lululemon  |
| 2                  | Kirsten Wild       | Chloe Hosking      | Chloe Hosking         | Chloe Hosking                | Orica-AIS              |
| 3                  | Kirsten Wild       | Kirsten Wild       | Kirsten Wild          | Chloe Hosking                | Orica-AIS              |
| 4                  | Kirsten Wild       | Kirsten Wild       | Kirsten Wild          | Chloe Hosking                | Orica-AIS              |
| Classements finals | Classements finals | Kirsten Wild       | Kirsten Wild          | Chloe Hosking                | Orica-AIS              |